# 駄犬道中おかげ参り
『駄犬道中おかげ参り』（だけんどうちゅうおかげまいり）は、土橋章宏による日本の小説。2016年9月14日に小学館から刊行されたのち、2020年4月7日に文庫化された。元伝説の賭博師で今はただのダメンズである辰五郎が賭博での借金を背負いながら、長屋代表としてお伊勢参りの旅をする物語。
2020年6月6日から丸山隆平主演で、『大江戸グレートジャーニー 〜ザ・お伊勢参り〜』（おおえどグレートジャーニー ザ・おいせまいり）と題して、テレビドラマ化されている。

## 登場人物
辰五郎
元賭博師。
賭博師を辞めてからはただのダメ男に成り下がっている。
沙夜
訳あり美女。
辰五郎が道中で出会う女性。何故かいつも死にたがっている。
三吉
奉公先を飛び出してきた少年。
辰五郎、沙夜とともに家族のふりをして伊勢参りに向かう。
翁丸（犬）
代参犬。
ひょんなことから辰五郎たちと伊勢参りをすることになる。

## 書誌情報
- 単行本
  - 2016年9月16日発売、小学館、ISBN 978-4-09-386453-4
- 文庫本
  - 2020年4月7日発売、小学館文庫、ISBN 978-4-09-406763-7

## テレビドラマ
『大江戸グレートジャーニー 〜ザ・お伊勢参り〜』（おおえどグレートジャーニー ザ・おいせまいり）のタイトルで、WOWOW「連続ドラマW」枠で2020年6月6日から7月11日まで放送された。全6回。主演は丸山隆平。
主演の丸山はWOWOWドラマ初出演にして初主演となり、約13年ぶりの時代劇への出演となる。

### あらすじ（テレビドラマ）
舞台は江戸時代。かつては「伝説の賭博師」と呼ばれていたものの、ツキに見放され多額の借金を背負ってしまった辰五郎は、ひょんなことからお伊勢講のくじに当たり、長屋の代表として伊勢神宮へのお蔭参りに行くことになる。
道中で、飼い主に代わってお伊勢参りをする代参犬・翁丸、奉公先を抜け出してきた少年・三吉、訳あり美女の沙夜と出会い、家族のふりをして伊勢を目指すことになるが、辰五郎が背負った借金を取り立てる殺し屋・菊佐とその子分・六助も辰五郎を追ってやって来ており、辰五郎たちは伊勢までの珍道中を繰り広げる。

### 登場人物（テレビドラマ）

#### 主要人物
辰五郎（たつごろう）
演 - 丸山隆平（少年時代：角紳太郎〈関西ジャニーズJr.〉）
「土壇場の辰五郎」の呼び名を持つ元・伝説の賭博師。
現在はツキに見放され多額の借金を背負ってしまったダメ男だが、口八丁で頭のキレは良い。
沙夜（さよ）
演 - 芳根京子
すぐに死にたがる訳あり美女。重度の酒乱。
身投げしようとしていたところを辰五郎たちに助けられ、伊勢まで共にすることになる。
三吉（さんきち）
演 - 斎藤汰鷹
奉公先を抜け出してきた少年。
姉の祝言に向かうために辰五郎と共にすることになる。
翁丸（おきなまる）
演 - 翁丸（犬）
飼い主に代わってお伊勢参りをする代参犬。
六助（ろくすけ）
演 - 加藤諒
菊佐の相棒。
菊佐（きくざ）
演 - 山本耕史（少年時代：山中一輝〈関西ジャニーズJr.〉）
江戸一の殺し屋。借金取り。
辰五郎が作った借金を取り立てるために六助と共に辰五郎を追いかける。
辰五郎とは幼少期に面識がある。

#### 周辺人物
お鈴（おすず）
演 - 福本莉子（第1話・最終話）
長屋の大家の娘。
辰五郎と親しく、辰五郎と大家の間を取り持つ。
伊坂平次郎
演 - 金山一彦（第1話・最終話）
辰五郎が住んでいた部屋を奪おうとする浪人。
徳兵衛
演 - 西村まさ彦（第1話・最終話）
辰五郎が住む長屋の大家。
甚右衛門
演 - 伊武雅刀（第1話・第2話・最終話）
「赤布の甚右衛門」の呼び名を持つ江戸一の香具師。菊佐と六助の親分。

#### ゲスト
第1話
鶴吉
演 - 室龍太（関西ジャニーズJr.）
辰五郎の昔なじみの博徒。

第2話
繁太郎
演 - 猪野学（第3話）
沙夜の夫。
留蔵
演 - 片岡愛之助
遊郭にある日野屋の主人。

第3話
宗一
演 - 六平直政
琵琶法師。

第4話
千代
演 - 室井滋（最終話〈回想〉）
辻占い師。
おりん
演 - 中村静香
辰五郎たちが出会う美女。

第5話
お兼
演 - 青木さやか
天野屋の女将。お静の姑。
お静
演 - 三木理紗子
三吉の姉。
お筆
演 - 藤吉みか（最終話）
三吉の伯母。

最終話
徳川家斉
演 - 丸山隆平（二役）
江戸幕府の第11代将軍。辰五郎と瓜二つの顔をしている。
加藤玄蔵
演 - 田野倉雄太
将軍の御庭番。
麗光院
演 - 大地真央
大奥を支配する大局。

### スタッフ
- 原作 - 土橋章宏 『駄犬道中おかげ参り』（小学館刊）
- 脚本 - 土橋章宏
- 音楽 - 未知瑠
- 語り - 大地真央
- 撮影 - 江原祥二（J.S.C. / 1 - 3・6）、南野保彦（4・5）
- 照明 - 香川ー郎（1 - 3）、奥田祥平（4 - 6）
- 美術 - 原田哲男、豊田紗智子
- 録音 - 藤井拓朗、山本研二（1）
- 編集 - 川瀬功（J.S.E.）
- 選曲 - 谷口広紀
- 音響効果 - 西垣尚弥
- 殺陣 - 菅原俊夫
- 装飾 - 中込秀志
- ドッグトレーナー - 鈴木和夫
- VFXプロデューサー[注 1] - 斎藤大輔
- VFXディレクター[注 2] - 細川貴史
- DIT - 小林哲也（1 - 3・6）、川楠敏之（4・5）
- カラーグレーダー - 増田好宏
- オンラインエディター - 三木秀人
- MA - 田中俊
- 衣裳 - 鍛本美佐子、松竹衣裳
- 結髪・床山 - 八木かつら
- メイク（室井滋担当） - 福島久美子（4）
- スクリプター - 松田亜子（1 - 3・6）、永倉美香（4・5）
- 持道具 - 浅居丈葉
- 特機 - 高橋寛明
- スチール - 大木仁博
- 劇中画 - 勝又つかさ
- プロデューサ補 - 亀山公亮（WOWOW）、伊藤千津江（WOWOW）、松田裕佑（松竹）
- 宣伝 - 中薗慶子（WOWOW）、日髙夏子（WOWOW）
- 編成 - 北澤雄一郎（WOWOW）
- 助監督 - 井上昌典（1 - 3）、大脇邦彦（4 - 6）
- 演技事務 - 城野浩人
- 製作主任 - 髙塚映里香
- 製作担当 - 小西剛司
- ラインプロデューサー - 山田智也
- 制作協力 - 松竹映像センター
- 制作プロダクション - 松竹撮影所
- プロデューサー - 羽鳥健一（WOWOW）、齋藤寛之（松竹）、岡村紘野（松竹）
- 監督 - 本木克英（1 - 3・6）、井上昌典（4・5）
- 製作 - WOWOW、松竹

#### 最終話（第6話）のみ
- テクニカルディレクター - 保木明元
- 演出助手 - 河野泉、谷口恒平、髙崎信久
- 撮影助手 - 森口大督、前田義隆、竹内宏、香川佳文
- 照明助手 - 木下俊彰、猪飼聡、江川敏則、伊藤伸治、宇山智久、大野浩伸、柴田雄太
- 美術助手 - 山本絵里、上川床麗香、八木明日香
- 美術管理 - 石野聖博
- 組付大道具 - 大河原哲
- 録音助手 - 清水貴幸、小林理子、山森正昭
- 編集助手 - 石井奈月
- 装飾助手 - 鎌田康男、中山真理、芝原望
- ドッグトレーナー助手 - 菅原孝
- 衣装助手 - 濱中美衣
- メイク - 今北久、丹羽峰子、高崎光代、津村直美、重松隆、宮本のどか
- ドローン撮影 - 佐藤哲治、大島幸隆
- 製作進行 - 青木百合子
- 製作経理 - 合田春花
- エキストラ担当 - 熊代哲也、大西悠嗣
- Visual Effects - IMAGICA Lab.
- CG Director - 鶴見祐輔
- Lead VFX Artist - 常吉立馬
- VFX Artist - 近津晶子、向井恵、大関聡
- データマネジメント - 原田権也
- カラーグレーダー助手 - 渡邊咲慧
- オンラインエディター助手 - 柳本悠子
- MA助手 - 川尻春奈
- スタジオコーディネーター - 古谷敬太、齋藤佑太
- デスク - 上村優衣
- 番宜 - 小山克広（松竹映像センター）

### 放送日程
| 各話   | 放送日  | 監督     |
| ------ | ------- | -------- |
| 第1話  | 6月06日 | 本木克英 |
| 第2話  | 6月13日 | 本木克英 |
| 第3話  | 6月20日 | 本木克英 |
| 第4話  | 6月27日 | 井上昌典 |
| 第5話  | 7月04日 | 井上昌典 |
| 最終話 | 7月11日 | 本木克英 |

### 特集番組
- 『連続ドラマW 大江戸グレートジャーニー 〜ザ・お伊勢参り〜』徹底ガイド（2020年5月1日、WOWOWプライム）[11]
- 放送直前!主演・丸山隆平 ひとりWEB舞台挨拶（2020年6月6日、YouTube）[12]
- 緊急放送!「大江戸グレートジャーニー」直前特番 大江戸グレート対談ー主演・丸山隆平×監督・本木克英〜（2020年6月6日、WOWOWプライム）[13]

| WOWOW 連続ドラマW 土曜オリジナルドラマ | WOWOW 連続ドラマW 土曜オリジナルドラマ                                 | WOWOW 連続ドラマW 土曜オリジナルドラマ                         |
| 前番組                                 | 番組名                                                                 | 次番組                                                         |
| -------------------------------------- | ---------------------------------------------------------------------- | -------------------------------------------------------------- |
| 鉄の骨 （2020年4月18日 - 5月16日）     | 大江戸グレートジャーニー 〜ザ・お伊勢参り〜 （2020年6月6日 - 7月11日） | コールドケース3 〜真実の扉〜 （2020年12月5日 - 2021年2月13日） |